# Хушидич, Баджо
Адис «Баджо» Хушидич (босн. Adis "Baggio" Hušidić; родился 19 мая 1987 года в Велика-Кладуша, СРБГ, Югославия) — боснийский и американский футболист, полузащитник.

## Биография
Хушидич родился на северо-западе Боснии и Герцеговины в бывшей Югославии. Во время войны в Боснии его семья бежала в Хорватию, а после перебралась в Германию. В 1997 году они приехали в США.
Прозвище «Баджо» Адис получил в детстве от своего отца, который был поклонником таланта итальянского футболиста Роберто Баджо.
Адис «Баджо» Хушидич — вегетарианец.

### Карьера

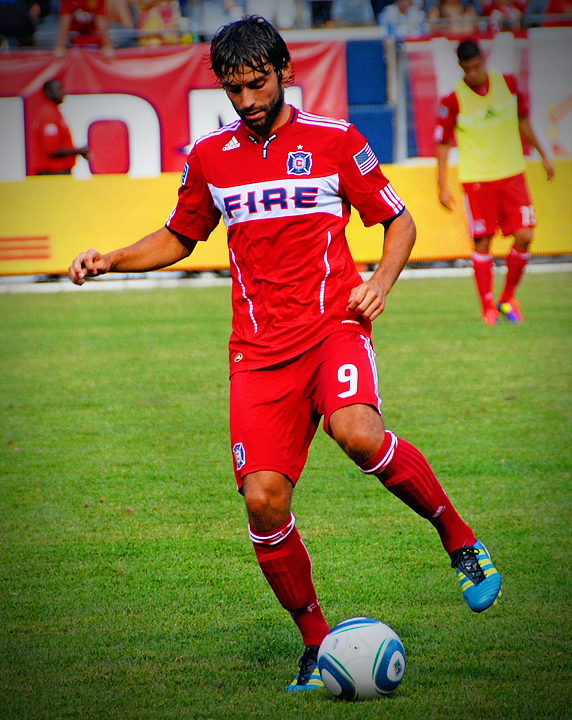
Хушидич в составе «Чикаго Файр»

Во время обучения в Иллинойсском университете в Чикаго Адис выступал за футбольную команду учебного заведения.
В 2009 году Баджо был выбран на драфте под 20-м номером клубом «Чикаго Файр». 23 октября в матче против «Чивас США» он дебютировал в MLS. 25 апреля 2010 года в поединке против «Хьюстон Динамо» Хушидич забил свой первый гол за «Чикаго».
В конце 2011 года Адис был выбран на драфте «Колорадо Рэпидз», но он отклонил предложение и перешёл в шведский «Хаммарбю». 9 апреля 2012 года в матче против «Хальмстада» Хушидич дебютировал Суперэттане. 16 апреля в поединке против «Умео» он забил свой первый гол за новый клуб.
После двух сезонов в Европе Баджо вернулся в США, приняв приглашение тренера «Лос-Анджелес Гэлакси» Брюса Арены. 9 марта 2014, в матче против «Реал Солт-Лейк», Хушидич дебютировал за новую команду. 28 августа в поединке против «Ди Си Юнайтед» он забил свой первый гол за «Гэлакси». В том же году Хушидич стал обладателем Кубка MLS. По окончании сезона 2018 «Лос-Анджелес Гэлакси» не продлил контракт с Хушидичем.
7 марта 2019 года Баджо Хушидич объявил о завершении футбольной карьеры.

## Достижения
Командные
 «Лос-Анджелес Гэлакси»
- Обладатель Кубка MLS — 2014